# Násir al-Attíja
Násir al-Attíja (* 21. prosince 1970, Dauhá) je katarský sportovní obojživelník, který se věnuje závodům rallye i sportovní střelbě. Vyhrál Rallye Dakar 2011 v kategorii osobních vozů a je držitelem bronzové medaile ve skeetu z londýnské olympiády. Účastní se také mistrovství světa v rallye v barvách Qatar World Rally Team na voze Ford Fiesta.

## Výsledky

### Skeet mužů na olympiádě
- Letní olympijské hry 1996 – 15. místo
- Letní olympijské hry 2000 – 6. místo
- Letní olympijské hry 2004 – 4. místo
- Letní olympijské hry 2008 – 15. místo
- Letní olympijské hry 2012 – 3. místo

### Mistrovství světa rallye
- Mistrovství světa v rallye kategorie 3 2006 – 1. místo celkově
- Mistrovství světa v rallye kategorie 2 2010 – 7. místo celkově
- Mistrovství světa v rallye kategorie 2 2011 – 7. místo celkově
- Portugalská rallye 2012 – 4. místo
- Rallye Guanajuato 2013 – 5. místo
- Portugalská rallye 2013 – 5. místo
- Rallye Akropolis 2013 – 5. místo
- Mistrovství světa v rallye 2013 – 11. místo celkově

### Rallye Dakar
- Dakar 2007 – 6. místo
- Dakar 2009 – diskvalifikován
- Dakar 2010 – 2. místo
- Dakar 2011 – 1. místo
- Dakar 2012 – nedokončil
- Dakar 2013 – nedokončil
- Dakar 2014 – 3. místo
- Dakar 2015 – 1. místo
- Dakar 2016 – 2. místo
- Dakar 2017 – nedokončil
- Dakar 2018 – 2. místo
- Dakar 2019 – 1. místo
- Dakar 2020 – 2. místo
- Dakar 2021 – 2. místo
- Dakar 2022 – 1. místo